# 格林斯泰德教堂

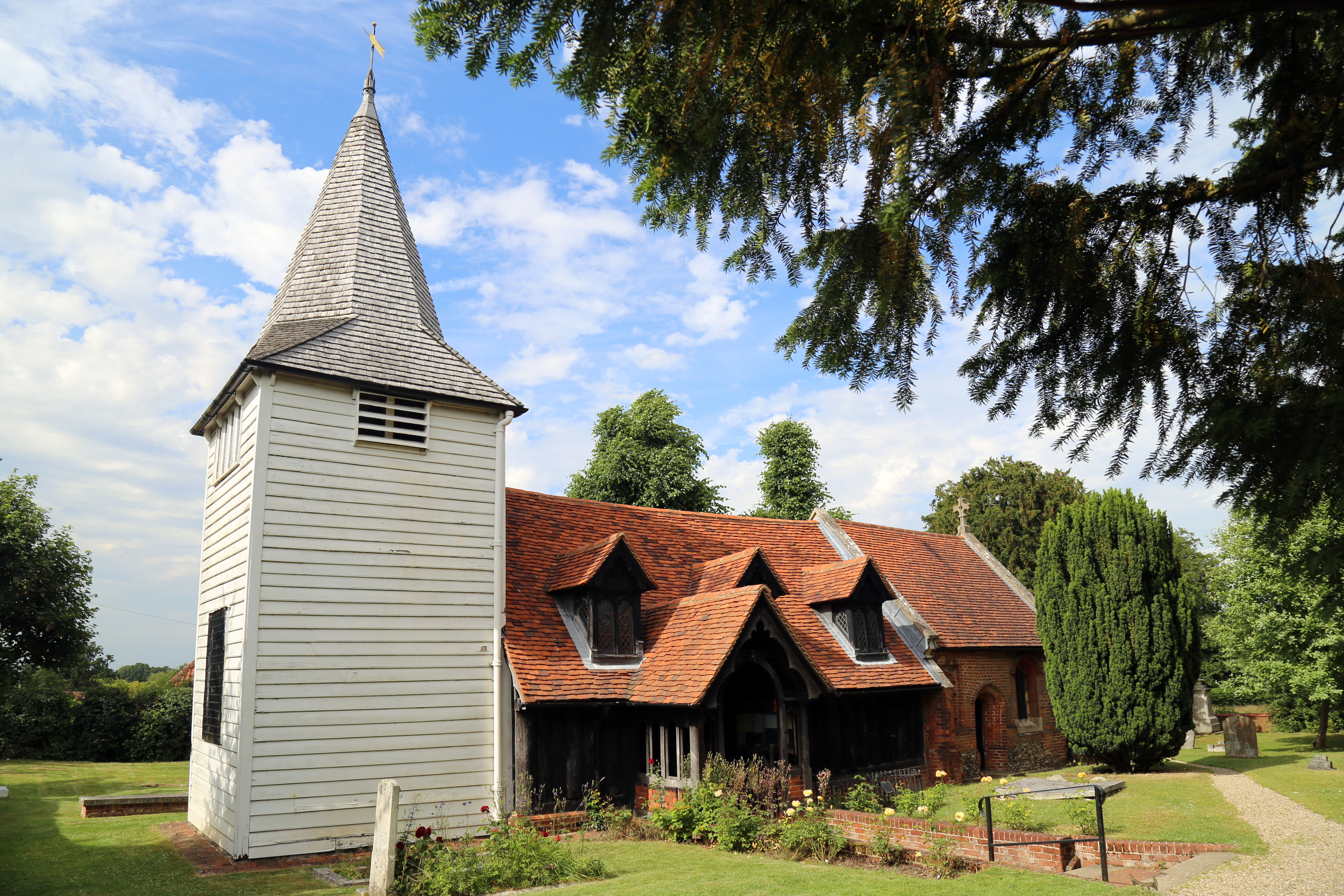

格林斯泰德教堂是英國埃塞克斯郡的一座教堂，被認為是世界最古老的木質教堂之一，並且很可能是歐洲最古老的現存木質建築，其歷史可能有1,200年。這座教堂是英國的I級登錄建築。1972年，這座教堂登上了英國郵票。

## 外部連結
- 官方网站
- British Archaeology, no 10, December 1995: News （页面存档备份，存于）
- Greensted Church （页面存档备份，存于） on Essex Churches website
- Everything2 article: St Andrew's, Greensted-juxta-Ongar
- MSN Encarta: Anglo-Saxon Art and Architecture (Archived 2009-10-31)
- Virtual Photography: St. Andrew's Church

51°42′16″N 0°13′32″E / 51.70436°N 0.22555°E